# Distrito electoral de Stevens Creek (condado de Lancaster, Nebraska)
Stevens Creek (en inglés: Stevens Creek Precinct) es un distrito electoral ubicado en el condado de Lancaster en el estado estadounidense de Nebraska. En el Censo de 2010 tenía una población de 964 habitantes y una densidad poblacional de 11,41 personas por km².

## Geografía
Stevens Creek se encuentra ubicado en las coordenadas 40°49′29″N 96°31′2″O / 40.82472, -96.51722. Según la Oficina del Censo de los Estados Unidos, Stevens Creek tiene una superficie total de 84.52 km², de la cual 84.5 km² corresponden a tierra firme y (0.03%) 0.03 km² es agua.

## Demografía
Según el censo de 2010, había 964 personas residiendo en Stevens Creek. La densidad de población era de 11,41 hab./km². De los 964 habitantes, Stevens Creek estaba compuesto por el 98.96% blancos, el 0% eran afroamericanos, el 0.1% eran amerindios, el 0.41% eran asiáticos, el 0% eran isleños del Pacífico, el 0% eran de otras razas y el 0.52% pertenecían a dos o más razas. Del total de la población el 0.62% eran hispanos o latinos de cualquier raza.